# Locustella luteoventris
Locustella luteoventris é uma espécie de ave da família Locustellidae.
Pode ser encontrada nos seguintes países: Bangladesh, Butão, China, Hong Kong, Índia, Myanmar, Nepal, Tailândia e Vietname.
Os seus habitats naturais são: florestas boreais.